# Табіта Люпьєн
Табіта Люпьєн (англ. Tabitha Lupien; нар. 4 лютого 1988, Торонто, Канада) — канадська актриса та танцівниця, яка займалася балетом, степом, джазом, пуантами, хіп-хопом і акробатикою. Вона тренується зі своїми сестрами Ліндсі та Самантою та братом Ісааком у Canadian Dance Company, що належить її батькам Аллану та Доун, розташованому в Оквіллі, Онтаріо. 
Вона найбільш відома своєю роллю Джулі Убріакко у фільмі Дивись хто тепер говорить. 

## Фільмографія
- Дивись хто тепер говорить (1993) Джуліє Убріакко
- Санта-Клаус (1994) балерина
- Дитина напрокат (1995) Моллі Вард
- Богус (1996) дівчинка на вечірці
- Goosebumps (1996) Джинні Свансон
- Готовий чи ні (1997) Фібі
- Це давнє почуття (1997) дівчина-квіткарка
- Goosebumps (1997) Джемі Голд
- Суди над салемськими відьмами (2002) Джейн Портер
- Лак для волосся (2007) Беккі
- Комплекс Л.А. (2012) переможена танцюристка